# Bromid
Bromider är ämnen som innehåller bromatomer, antingen som negativa joner (Br−) eller i kovalenta bindningar som ligander, även de med oxidationstalet -1.
Flera bromider bildas som salter vid reaktion med vätebromid (bromvätesyra, HBr).
Bromider är i allmänhet lösliga i vatten, med silverbromid, AgBr, som ett mer svårlösligt undantag. Silverbromid är ljuskänsligt och används bland annat i fotografisk film.

## Förekomst
Bromid beräknas finnas i en koncentration av 2,5g/ton i jordskorpan (kan i havsvatten uppgå till 65 g/m3), och är den enda naturligt förekommande varianten av brom.

## Användning

### Alternativ till klor
För att förhindra tillväxt av alger används ofta klor. Som alternativ till detta presenteras i vissa fall medel som innehåller brom.

### Bedövning
Vissa bromider, till exempel med ammonium och kalium, användes tidigare som medicinska bedövningsmedel. Det upphörde dock efter att användning av ämnena visade sig ge bromism, med ett antal symptom som huvudvärk, hudförändringar, skakningar och mag-tarmbesvär.

### Bensintillsats
En viktig bromförening är etylendibromid, som bland annat tillsätts blyhaltig bensin för att undvika blybeläggningar i motorn. I takt med att blyfri bensin blir allt vanligare minskar dock dess användning, då ämnet är cancerogent.